# Симфония № 39 (Розетти)
Симфония (№ 39) соль минор, Murray A42/Kaul I:27 — единственная минорная симфония Антонио Розетти, написана в марте 1787 года в Валлерштейне (в автографе указано: «composta nel mese di Marzo 1787 à Wallerstein» — итал. «сочинена в месяце марте 1787 [года] в Валлерштейне»). По силе музыки она сравнима с написанными в этой же тональности симфонией № 39 Й. Гайдна (1767 или 1768) и симфонией № 40 В. А. Моцарта (июль 1788). Однако никогда при жизни Розетти симфония не издавалась. Судя по местонахождению рукописей, в начале 1790-х годов она исполнялась в Берлине и Лондоне. Сегодня это самая исполняемая и самая известная симфония Розетти.

## Музыка
- I. Vivace.
- II. Menuetto fresco. Allegretto. — Trio. — Menuetto da capo.
- III. Andante ma allegretto.
- IV. Finale. Capriccio. Allegretto scherzante.

Первая часть начинается сразу с данного piano основного для всей формы мотива, вполне отражающего господствовавшие тогда идеи бури и натиска. В трёх проведениях темы оркестр постепенно набирает силу. Кульминация приходится на разработку, построенную на основном мотиве.
Менуэт написан тоже в миноре. Хотя в нём отсутствует мощь и устремлённость первой части, размеренное движение музыки не лишено порывистости. Трио, напротив, шутливо и несерьёзно, постоянные форшлаги добавляют и без того присущей ему прыгучести.
Третья часть написана в параллельном основной тональности Си-бемоль мажоре. Сочинениями подобного рода Розетти был особенно известен. Это Andante — тонкая пьеса, не без лукавого юмора.
Финал — в меру суетливое, бойкое каприччио с отблесками первой части, оканчивающееся в мажоре.

## Издания
При жизни композитора симфония не издавалась (хотя множество его сочинений были опубликованы). До нашего дня сохранился автограф партитуры (в библиотеке Аугсбургского университета) и два набора рукописных партий: в Берлине и в Британской библиотеке.
Современные издания:
- Amadeus BP 1256. — Партитура, партии и клавир. — Уртекст, самое авторитетное издание, выпущенное Международным обществом Розетти в собрании его сочинений (серия А, том третий). Редактор — И. Мезус;
- Anton Rosetti. Ausgewählte Sinfonien, ed. O. Kaul (Denkmäler der Tonkunst in Bayern, B. XXII, Jg. XII/1). — Лейпциг, 1912 (переиздано в 1968). — Только партитура. Редактор — О. Каул;
- Kunzelmann (Edition Peters) EKB 30P. — Партитура, партии и клавир;
- Philadelphia Nr. 6670. — Только партии.

## Записи
| Год записи | Дирижёр        | Оркестр                                      | Фирма                                               |
| ---------- | -------------- | -------------------------------------------- | --------------------------------------------------- |
| 1994?      | (без дирижёра) | Concerto Köln                                | Teldec Classics — 2564 62551-2 (недоступная ссылка) |
| 2000?      | Й. Фербер      | Вюртембергский камерный оркестр (Гейльбронн) | K&K Verlagsanstalt — KuK 70                         |
| [ 3 ]      | Г. Майс        | Литовский камерный оркестр                   | Arte Nova                                           |
| 2005       | С. Фильченко   | Pratum Integrum Orchestra                    | Caro Mitis — CM 0012005                             |